# St. Peter Port
St. Peter Port (guernesiais: St Pierre Port) är Guernseys huvudstad, och även öns huvudsakliga hamnstad. Det är en relativt liten stad, och den har många branta smala gator. Den hade 2001 16 488 invånare
St. Peter Port ligger på öns östra kust, och gränsar till St. Sampson's i norr, Vale i nordväst, St. Andrew's i väst och St. Martin's i syd.
Staden hyser bland annat Elizabeth College, ett college grundat 1563 av Elisabet I. Huvudbyggnaden, som byggdes 1826, står ut i stadens skyline.